# المدينة (رواية)
المدينة (بالأوكرانية: Місто)‏ هي رواية حضرية [الإنجليزية] للكاتب الأوكراني فاليريان بيدموهيلني، نُشرت عام 1928. ابتكر بيدموهيلني الرواية الحديثة التي تركز على المشاكل الحضرية وتتطرق إلى الأسئلة الفلسفية عن الوجود. في هذه الرواية يتم تحليل نفسية الشخصيات ويحدث الصراع بين الأشخاص الذين لديهم وجهات نظر مختلفة للعالم. تعتبر أول رواية حضرية في الأدب الأوكراني، بشخصيات وقضايا وأسلوب سردي جديد.

## تاريخ الكتابة
قام بيدموهيلني في روايته بوصف الشباب الفلاحين الأوكرانيين، الذين ذهبوا في أوائل عشرينيات القرن الماضي بالآلاف إلى المدن لغزوها، وصب دماء فلاحين جديدة فيها، وتصفية العداء الأوكراني بين المدينة والبلد. لم تكن الرواية مثل النثر الشعبوي التقليدي للقرن التاسع عشر لأن الرواية الأوروبية في القرن التاسع عشر - أوائل القرن العشرين وجهت المؤلف. لقد تعلم تقاليد الرومانسية من أونوريه دي بلزاك، وغي دو موباسان، وأناتول فرانس، وجاك لندن. وبخصوص الأوكرانيين هناك أغافانغل كريمسكي وفولوديمير فينيشينكو.

## البناء الدرامي
يتم تقديم القصة من خلال تاريخ روح ستيبان رادشينكو. شاب ريفي نشيط يصل إلى كييف للالتحاق بالجامعة الاقتصادية ويأمل أن يعود بمعرفة جديدة إلى القرية. لم يحصل ستيبان على شيء في عاصمة أوكرانيا. ومع ذلك، بمرور الوقت، هناك غزو تدريجي للمدينة. يستقر ستيبان في الضواحي حيث لا تختلف الحياة كثيرًا عن الحياة الريفية. بعد ذلك اقترب من المركز واستأجر شقة منفصلة. وفي نهاية الرواية يشعر بنفسه صاحب المدينة: "إنها ترقد بتواضع تحت صخور متموجة، تتميز بنقاط نار، وتمتد من ظلام التلال بأصابع حجرية حادة". باختصار، إنها انطباعية: من أجزاء من الأشياء، يصنع المؤلف صورة للمدينة من شظايا الأشياء. كما استوعب ستيبان في كييف، فإنه يغير تصوره. يرافق تغيير الملابس تحوله إلى بروليتاري. في البداية، نصح سكرتير المكتب رادشينكو بتغيير ملابسه: "كل المشاكل الأوكرانية بسبب الملابس الرديئة". قبل المتجر بملابس عصرية باهظة الثمن، لا يزال ستيبان يعتقد أنه يجب أن يغير مظهره فقط ويمكنه إنشاء شيء غير عادي. عندما ينتقل إلى منزل جديد، يحرق ستيبان ملابسه القديمة. خلال الرواية يمكن للمرء أن يلاحظ أن ستيبان يصعد سلم الحياة في المدينة. في كييف، أصبح مهتمًا بالأدب، وبدأ الكتابة، وفي النهاية أصبح كاتبًا مشهورًا. كان مقتنعا أنه ذهب لغزو المدينة. اعتقد ستيبان أن المدينة بحاجة إلى "دم جديد للقرية" من شأنه أن يغير "مظهرها وكينونتها. وهو أحد التغييرات التي يجب أن تفوز". ومع ذلك، فإن فكرة العودة تختفي تدريجياً. ليس لدى بيدموهيلني هدف لتقديم وصف وثائقي لوسيط الكاتب. يظهر ولادة المؤلف ونجاحاته وإخفاقاته وتجواله في عوالم مختلفة من الرواية. تنتهي الجملة الأخيرة من الرواية في اللحظة التي تبدأ فيها قصة ستيبان رادشينكو: "ثم، في صمت المصباح فوق الطاولة، كتب قصة عن الناس".

## الشخصيات
- ستيبان رادشينكو - بطل الرواية
- نادية - فتاة من القرية
- ليفكو - طالب
- هانا ونيوسيا - أصدقاء نادية
- لوكا هنيدي - صاحب متجر، يؤجر لستيبان
- تمارا (موسينكا) - زوجة صاحب المتجر، عشيقة ستيبان
- مكسيم - ابن تمارا وصاحب متجر
- بوريس - طالب، صديق ستيبان
- زوسكا - فتاة المدينة، عشيقة ستيبان
- ريتا - راقصة الباليه
- فيهورسكي - شاعر، صديق ستيبان.